# Longisquama insignis
Longisquama insignis Sharov, 1970 era un rettile simile ad una lucertola, vissuto in Asia (Turkestan) nel Triassico inferiore, che poteva raggiungere una lunghezza di 15 cm. La specie è nota per un solo fossile incompleto e mal conservato.

## Descrizione
Questo curioso animale, simile a un camaleonte, era un piccolo diapside. Il corpo di Longisquama era ricoperto di scaglie carenate sovrapponentisi. Scaglie molto lunghe, rigide e dalla sezione a V si drizzavano sul dorso. La loro funzione è sconosciuta. Forse erano strumenti di parata per attirare il partner sessuale o per intimidire i rivali. Secondo altre ipotesi l'animale avrebbe potuto utilizzarle per planare nell'aria, oppure come scambiatori di calore. Potrebbero anche essere uno stadio primitivo dell'evoluzione delle penne.

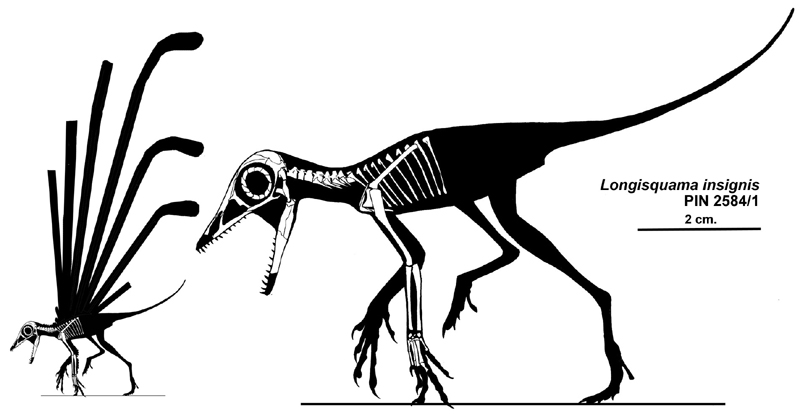
Ricostruzione dello scheletro di Longisquama insignis

## Posizione tassonomica
Sono state ventilate ipotesi che le lunghe squame del Longisquama siano omologhe alle penne degli uccelli ma questa ipotesi cozza contro le profonde divergenze scheletriche tra questo tecodonte e gli attuali uccelli.

## Nella cultura di massa
Compare brevemente nel film Disney Dinosauri (2000).